# Gustav von Gotzkow
Gustav von Gotzkow (* 7. Oktober 1789 auf Popowken; † 2. November 1841 in Grünberg) war preußischer Offizier und Ritter des Ordens Pour le Mérite.

## Herkunft
Seine Eltern waren der Erbherr von Popowken Carl Ludwig von Gotzkow (1752–1817) und dessen Ehefrau Julie, geborene von Buchholtz (1767–1838).

## Leben
Seine Offizierslaufbahn in der Preußischen Armee begann Gotzkow am 15. März 1804 als Junker im Dragonerregiment „Esenbeck“. Er avancierte 1805 zum Sekondeleutnant, nahm am Vierten Koalitionskrieg teil und wurde 1810 zum Premierleutnant befördert. Nachdem Gotzkow den Russlandfeldzug mitgemacht hatte, wurde er verletzungsbedingt zum 2. Ostpreußischen Infanterieregiment versetzt. Noch im September 1812 wurde Gotzkow mit dem Orden Pour le Mérite ausgezeichnet. Die Verleihung erfolgte auf Vorschlag seines Vorgesetzten Majors von Treskow. Nach seinem Bericht vom 25. Juli 1812 erhielt Gotzkow bei einem Kavalleriegefecht am 19. Juli 1812 eine schwere Kopfverletzung, mit der er, trotz Einspruch des Arztes und seines Vorgesetzten, weiter am Gefecht teilnahm. Auch später versah er weiterhin den Dienst bei seiner Einheit. Der Bericht gelangte als Eingabe von Generalleutnant von Massenbach ins Hauptquartier des preußischen Königs in Peterhof. Es war die 662. Verleihung des Pour le Mérite unter der Regentschaft von Friedrich Wilhelm III.
In seinem neuen Regiment setzte er die Teilnahme an den Befreiungskriegen 1813 fort. Gotzkow ist dann am 14. Oktober 1814 mit dem 1. Ostpreußischen Grenadierbataillon bei Formierung des Grenadierregiments Alexander zu diesem übergetreten und nahm am 22. Juli 1815 am Einzug in Paris teil. 1817 dimittierte Gotzkow im Rang eines Kapitäns mit Regimentsuniform. 1818 erhielt er den Charakter als Major.
Gotzkow wurde 1826 Postmeister in Grüneberg in Schlesien, wo er 1841 auch verstarb.

## Familie
Er heiratete am 15. März 1815 in Rastenburg Friederike von Corvin-Wiersbitzki (1793–1827). Das Paar hatte mehrere Kinder, darunter:
- Gustav Friedrich Karl Julius (1815–1883) ⚭ 30. Juni 1857 Johanna Elisabeth Emilie von Wittich (1823–1898)
- Friederike (1818–1859)
- Wilhelm (* 1819) ⚭ Wilhelmine Krampe († 1887)
- Leo (* 1821)
- Mathilde (1824–1840)

Nach dem Tod seiner ersten Frau heiratete er im Jahre 1829 Laura von Frankenberg-Proschlitz (* 8. Oktober 1803; † 12. November 1841), jüngste Tochter des preußischen Majors Hans Heinrich von Frankenberg-Proschlitz (1740–1812). Das Paar hatte mehrere Kinder, darunter:
- Carl (1830–1854)
- Hugo (* 1831)
- Laura Julie Amalie Caroline Wilhelmine (1834–1905) ⚭ 4. Juli 1864 Friedrich von Gotzkow (1830–1880)
- Julie (* 1840)